# Загробни живот забаве
Загробни живот забаве (енгл. Afterlife of the Party) амерички је натприродни хумористички филм из 2021. године, редитеља Стивена Херека и сценаристкиње Кари Фридл. Главне улоге играју Викторија Џастис, Мидори Франсис, Тимоти Ренуф, Адам Гарсија, Глорија Гарсија и Спенсер Садерланд. Издат је 2. септембра 2021. године, дистрибутера Netflix-а.

## Радња
Каси и Лиса су најбоље пријатељице од првог разреда. Сада као одрасли, њихови интереси и друштвени животи су се променили. Каси је а воли журке и забаву, док Лиса живи повученим животом далеко од већине друштвених интеракција. Једног дана, Каси убеди Лису да оду на журку, а пре одласка упознају Макса, који живи врло сличан живот као и Лиса, усељавајући се у суседство. Изгледа да се Макс и Лиса допадају једно другом.
Каси и Лиса одлазе у клуб и посвађају се убрзо након тога када неки од Касиних познаника желе отићи на друге забаве, а Лиса одлучи отићи. Током свађе, Лиса истиче да се њихово пријатељство променило и да се Каси увек покушава претварати да је неко други и схватају да више немају ништа заједничко. Растају се, а касније те вечери Каси одлази кући и пада у несвест у својој соби.
Кад се пробуди, одлази у купатило, мамурна, спотакне се и удари главом о тоалет, што је резултирало њеном смрћу. Буди се у соби и упознаје Вал, водитељку анђела која објашњава да је Каси мртва више од годину дана и да пре него што стигне на „загробну журку на небу” има списак људи којима треба да помогне као анђео чувар. На списку су њена најбоља пријатељица Лиса, њен отац и њена мајка Софија. Међутим, Каси мора покушати да пронађе најбољи начин да помогне сваком од њих пре него што истекне време.

## Улоге
| Улога  | Глумац            |
| ------ | ----------------- |
| Каси   | Викторија Џастис  |
| Лиса   | Мидори Франсис    |
| Вал    | Робин Скот        |
| Макс   | Тимоти Ренуф      |
| Хауви  | Адам Гарсија      |
| Софија | Глорија Гарсија   |
| Еми    | Мајфенви Воринг   |
| Куп    | Спенсер Садерланд |